# アナログスイッチ
アナログスイッチは、入力された信号の状態に応じて回路のオン/オフの切り換えを行う電子部品の一つである。
応用としては、計数（カウンタ）回路、マルチプレクサ、デジタル-アナログ変換回路、CCDイメージセンサ、加算器のキャリー伝搬、等に用いられる。

トランスミッションゲート

一般的な構成としては、VDDに近い電圧での導通のためのPMOSと、VSSに近い電圧での導通のためのNMOSの、両方の極性のMOSFETを使う一種のCMOSによるもの（CMOSアナログスイッチ）がある。これは単独のパッケージに組み込んだ汎用ロジックICのシリーズ中の製品もある。これを特に指してトランスミッションゲート（en:Transmission gate）と呼ぶこともある。名前の通り任意の電圧・電流を通すアナログ素子と言えるが、ディジタル論理回路としては、制御入力に従って「ハイインピーダンスになるか、あるいは、双方向的に素通しする」という、トライステートゲートの特殊なものとも言え、これを利用する論理方式としてはpass transistor logic（en:Pass transistor logic）という語もある。
CMOSによる構成以外のものとしては、バイポーラトランジスタ、フォトカプラ、サイリスタ、ソリッドステートリレーなどによるものがある。
1. ↑  4016と4066がよく知られている。4066は、Pチャネル側の特性の低さを中間域において、Nチャネル側の特性の向上によりカバーしている改良品で、メーカーによっては4016を別の機能の製品としていることがある。